# Esuperanzio di Cingoli
Esuperanzio o Essuperanzio (Africa, V secolo – Cingoli, V secolo) è stato un vescovo italiano.

## Biografia
Secondo la tradizione, nacque in Africa da famiglia ariana e manichea, covando sin dall'infanzia un forte desiderio di conversione. A dodici anni venne battezzato secondo il rito cattolico dopo esser riuscito a convincere suo padre. Diventato adulto predicò il Vangelo in Africa del Nord, conducendo vita monastica; poi si imbarcò per l'Italia e durante il viaggio in mare convertì l'intero equipaggio, dopo aver ottenuto con la preghiera la cessazione di una violenta tempesta marina.
Sbarcò a Numana e giunse in poco tempo a Roma, dove venne arrestato. Fu liberato dal papa che, oltre alla libertà, gli concesse la reggenza della diocesi di Cingoli – la cui sede era rimasta vacante – ordinandolo vescovo. Il suo episcopato a Cingoli, caratterizzato da numerosi miracoli, durò quindici anni, fino al giorno della sua morte. Gli furono dedicati funerali solenni.

## Culto
Viene commemorato nel Martirologio romano il 24 gennaio.
Negli statuti comunali di Cingoli datati 1307, sant'Essuperanzio è invocato come «Capo e guida del popolo di Cingoli»; in quelli del 1325 è specificato che la chiesa a lui dedicata veniva posta sotto la protezione del Comune.